# رازبورای دریچه
رازبورای دریچه (نام علمی: Rasbora cephalotaenia)، گونه‌ای از پرتوبالگان از جنس رازبورا است. این گونه در شبه جزیره مالایی و اندونزی یافت می‌شود.